# Esterháza
Esterháza (czyt. [eszterhaaza]) – pałac w Fertőd na Węgrzech, którego budowę zlecił w 1766 roku Mikołaj Józef książę Esterházy. Ezterháza bywa nazywany "węgierskim wersalem". Na tych terenach stała wcześniej myśliwska loggia Süttör, zbudowana według projektu Antona Erharda Matinelliego z 1720 roku.
Pierwszym architektem był Johann Ferdinand Mödlhammer, którego w 1765 r. zastąpił Melchior Hefele. W pałacu Esterháza tworzył w latach 1761–1790 swą muzykę Joseph Haydn.
Pałac ma 126 pokoi, a biblioteka 22 tys. książek.  W rozległym parku w stylu francuskim znajdował się pawilon chiński i  opera, w której organizowane były koncerty prowadzone przez Josepha Haydna.

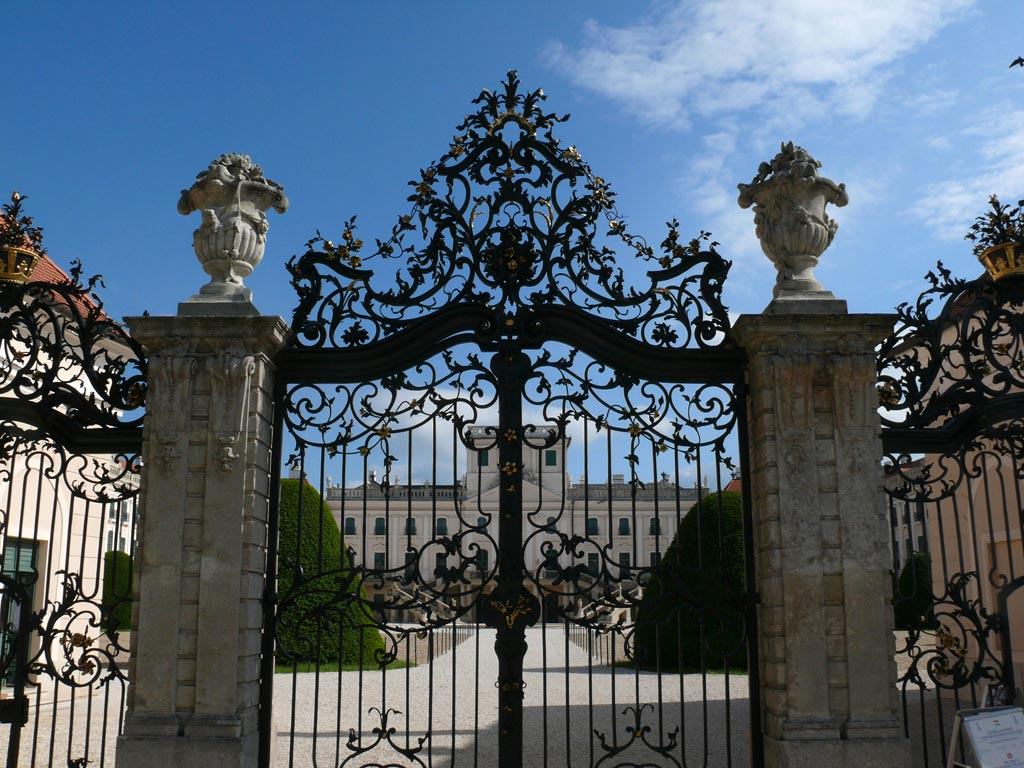
Brama wjzadowa do pałacu
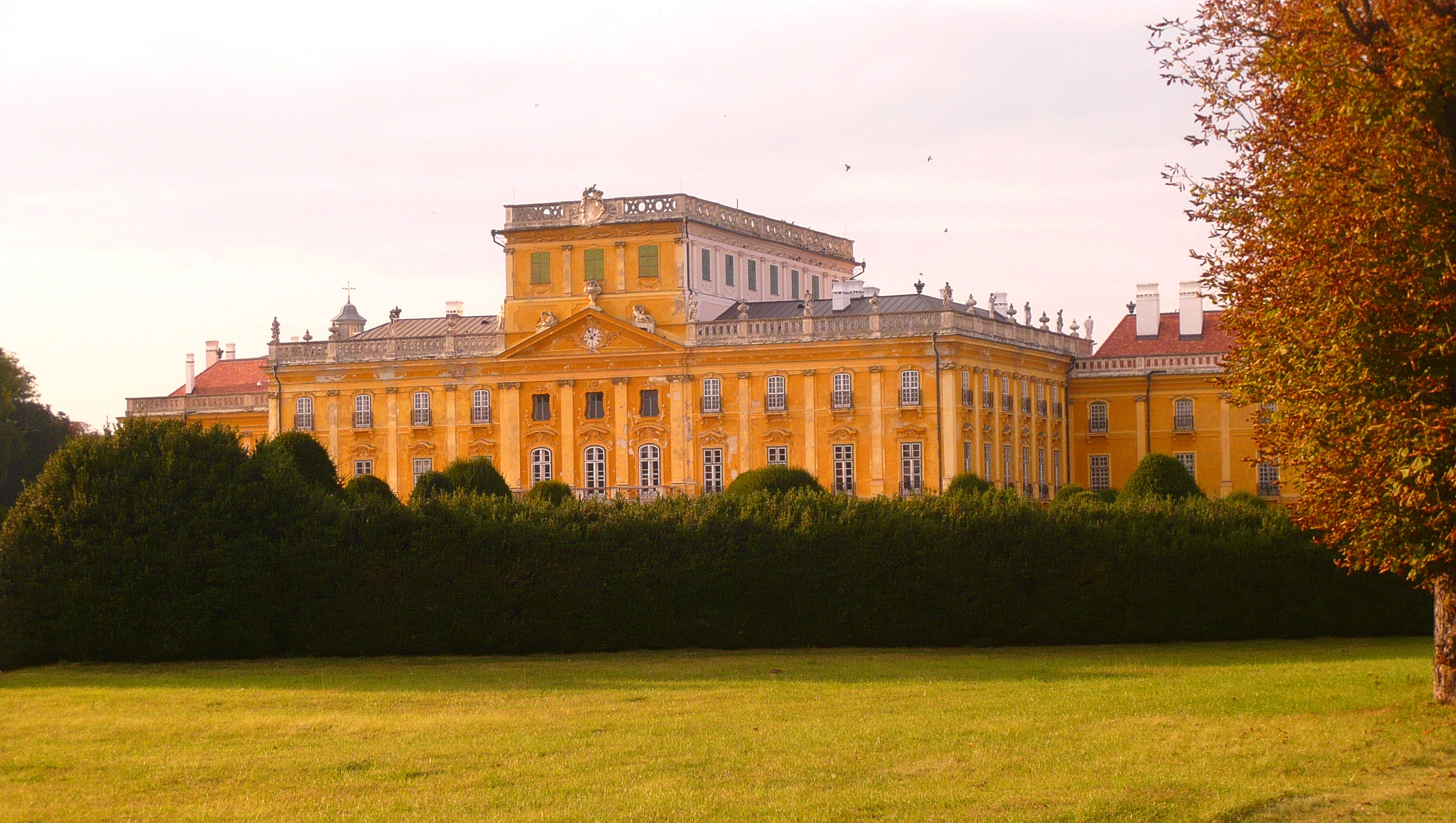
Widok na pałac od strony ogrodu
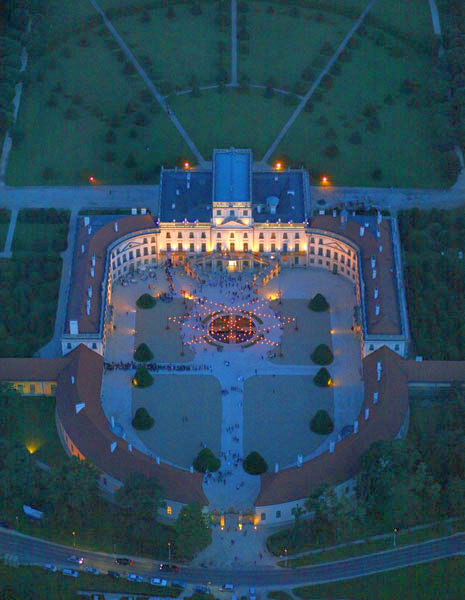
Widok na pałac Eszterháza z lotu ptaka
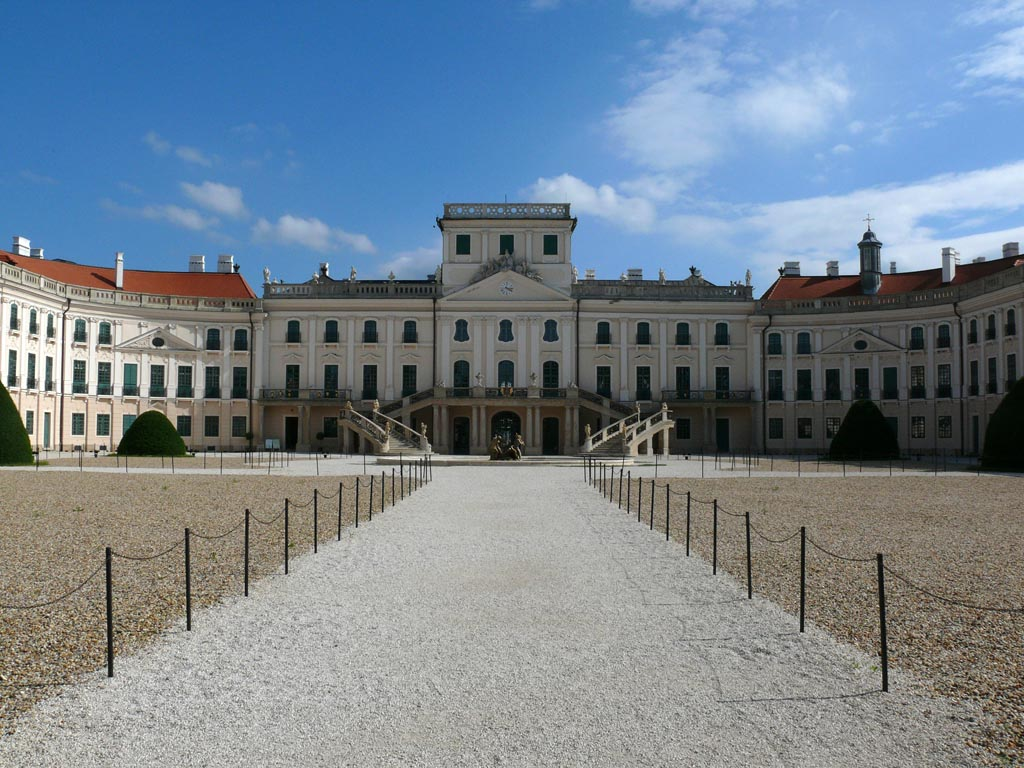
Front pałacu
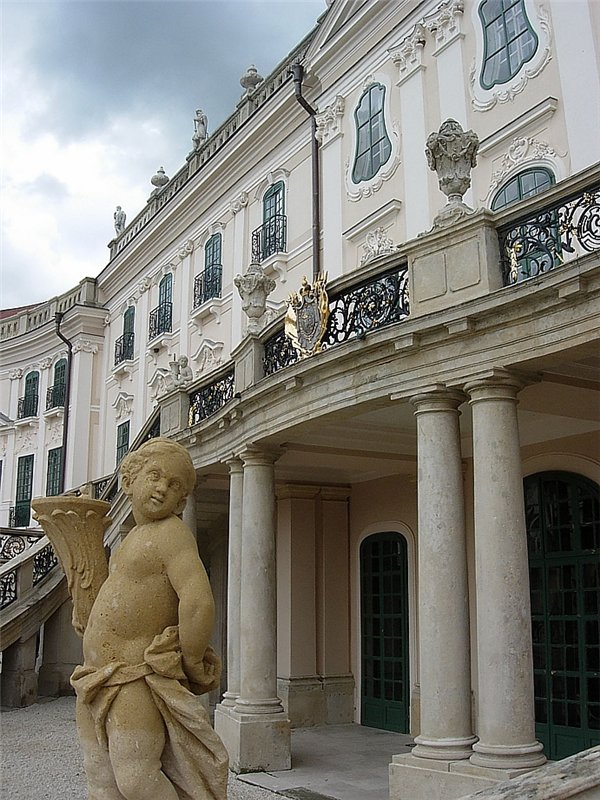
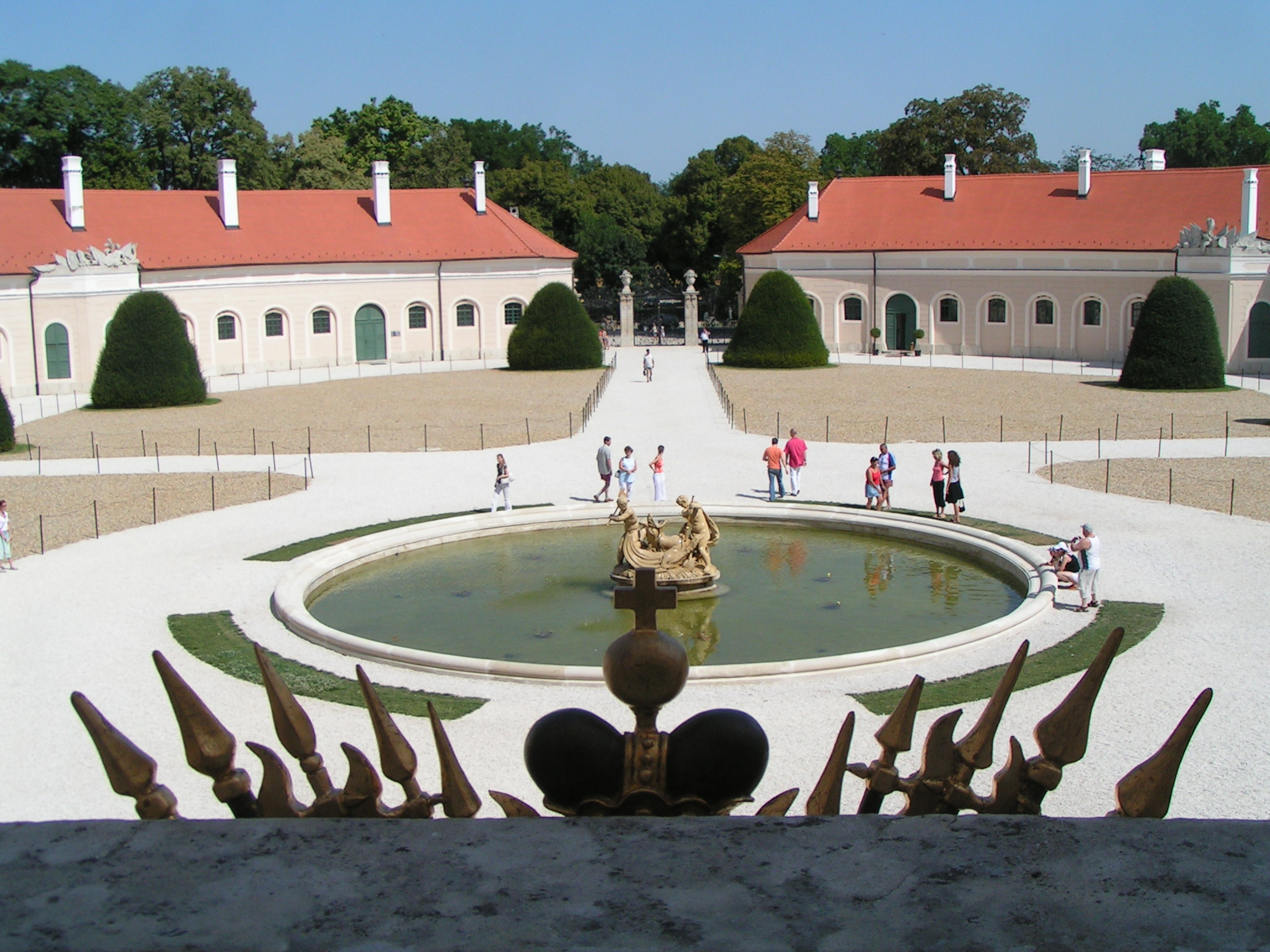
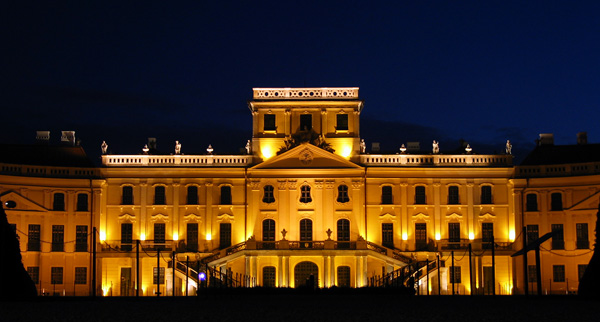